# Alemania en la Copa Mundial de Fútbol de 2018
La selección de Alemania fue uno de los 32 equipos participantes en la Copa Mundial de Fútbol de 2018, torneo que se llevó a cabo del 14 de junio al 15 de julio en Rusia.
Clasificó como ganadora del grupo C de eliminatoria el 5 de octubre de 2017, tras vencer 3-1 a la selección norirlandesa. Siendo la novena selección en conseguirlo.
Habiendo ganado la Copa Mundial en 2014 y la Copa FIFA Confederaciones 2017 pero quedando semifinalista en la Eurocopa 2016, Alemania se convirtió en un digno candidato para hacerse con la copa mundial y también favorita a pasar a octavos de final.
Durante el Mundial, la «Mannschaft» estuvo encuadrada en el grupo F, como cabeza de serie, junto a las selecciones de México, Suecia y Corea del Sur.
En el primer partido se enfrentarían a un viejo rival México (rival que se enfrentaron en el mundial 1978, 1986 y 1998), para los alemanes parecía un competidor fácil pero la historia terminó siendo otra cuando Hirving Lozano en el minuto 35 marcaría el primer y único gol para darle la victoria a México; esta derrota se convirtió en la primera vez desde el Mundial 1982 que Alemania perdía en su partido debut.
Ya en el segundo partido se enfrentarían a Suecia (otro rival con quien se enfrentaron en el mundial 1958, 1974 y 2006) que empezó con Suecia abriendo el marcador con un gol de Ola Toivonen en el minuto 32, sin embargo Alemania empataría el partido con un gol de Marco Reus al minuto 48 y posteriormente Toni Kroos marcaría el segundo gol definitivo para darle Alemania la victoria por 2 a 1.
En el tercer y último partido se enfrentarían a la ya eliminada Corea del Sur (que se enfrentaron únicamente en 2002), en dicho partido Alemania debía darlo todo para poder clasificar a los Octavos pero fue todo lo contrario, el partido comenzó y terminó sin ningún gol anotado por las dos selecciones, sin embargo en la prórroga sorpresivamente Corea abrió el marcador con un gol de Kim Young-gwon y posteriormente Son Heung-min marcaría el gol definitivo para darle a Corea la victoria sobre Alemania y eliminarlos de la competencia.
Asimismo Alemania se fue de Rusia como último del Grupo, su primera eliminación temprana del torneo desde el  Mundial 1938 y asimismo firmando su peor participación en la Copa Mundial, también se convirtió en la cuarta selección campeona del mundo eliminada en Fase de Grupo después de Francia en 2002, Italia en 2010 y España en 2014

## Clasificación

### Grupo C
| Selección         | Pts. | PJ | PG | PE | PP | GF | GC | Dif |
| ----------------- | ---- | -- | -- | -- | -- | -- | -- | --- |
| Alemania          | 30   | 10 | 10 | 0  | 0  | 43 | 4  | 39  |
| Irlanda del Norte | 19   | 10 | 6  | 1  | 3  | 17 | 6  | 11  |
| República Checa   | 15   | 10 | 4  | 3  | 3  | 17 | 10 | 7   |
| Noruega           | 13   | 10 | 4  | 1  | 5  | 17 | 16 | 1   |
| Azerbaiyán        | 10   | 10 | 3  | 1  | 6  | 10 | 19 | -9  |
| San Marino        | 0    | 10 | 0  | 0  | 10 | 2  | 51 | -49 |

| Fecha                   | Lugar          | Local             |                              | Resultado                                                                                               |                              | Visitante         |
| ----------------------- | -------------- | ----------------- | ---------------------------- | --- | ---------------------------- | ----------------- |
| 4 de septiembre de 2016 | Oslo           | Noruega           | Bandera de Noruega           | 0 – 3 (enlace roto disponible en Internet Archive; véase el historial, la primera versión y la última). | Bandera de Alemania          | Alemania          |
| 8 de octubre de 2016    | Hamburgo       | Alemania          | Bandera de Alemania          | 3 – 0 (enlace roto disponible en Internet Archive; véase el historial, la primera versión y la última). | Bandera de República Checa   | República Checa   |
| 11 de octubre de 2016   | Hannover       | Alemania          | Bandera de Alemania          | 2 – 0 (enlace roto disponible en Internet Archive; véase el historial, la primera versión y la última). | Bandera de Irlanda del Norte | Irlanda del Norte |
| 11 de noviembre de 2016 | Serravalle     | San Marino        | Bandera de San Marino        | 0 – 8 (enlace roto disponible en Internet Archive; véase el historial, la primera versión y la última). | Bandera de Alemania          | Alemania          |
| 26 de marzo de 2017     | Bakú           | Azerbaiyán        | Bandera de Azerbaiyán        | 1 – 4 (enlace roto disponible en Internet Archive; véase el historial, la primera versión y la última). | Bandera de Alemania          | Alemania          |
| 10 de junio de 2017     | Núremberg      | Alemania          | Bandera de Alemania          | 7 – 0 (enlace roto disponible en Internet Archive; véase el historial, la primera versión y la última). | Bandera de San Marino        | San Marino        |
| 1 de septiembre de 2017 | Praga          | República Checa   | Bandera de República Checa   | 1 – 2 (enlace roto disponible en Internet Archive; véase el historial, la primera versión y la última). | Bandera de Alemania          | Alemania          |
| 4 de septiembre de 2017 | Stuttgart      | Alemania          | Bandera de Alemania          | 6 – 0 (enlace roto disponible en Internet Archive; véase el historial, la primera versión y la última). | Bandera de Noruega           | Noruega           |
| 5 de octubre de 2017    | Belfast        | Irlanda del Norte | Bandera de Irlanda del Norte | 1 – 3 (enlace roto disponible en Internet Archive; véase el historial, la primera versión y la última). | Bandera de Alemania          | Alemania          |
| 8 de octubre de 2017    | Kaiserslautern | Alemania          | Bandera de Alemania          | 5 – 1 (enlace roto disponible en Internet Archive; véase el historial, la primera versión y la última). | Bandera de Azerbaiyán        | Azerbaiyán        |

### Goleadores
| Jugador          | Goles | Asistencias | Minuto | PJ |
| ---------------- | ----- | ----------- | ------ | -- |
| Sandro Wagner    | 5     | -           | 270    | 3  |
| Thomas Müller    | 5     | 7           | 738    | 9  |
| Serge Gnabry     | 3     | -           | 90     | 1  |
| Timo Werner      | 3     | -           | 180    | 3  |
| Leon Goretzka    | 3     | 1           | 303    | 5  |
| Julian Draxler   | 3     | 2           | 599    | 8  |
| André Schürrle   | 2     | 1           | 90     | 1  |
| Mario Gómez      | 2     | -           | 153    | 3  |
| Sami Khedira     | 2     | 1           | 460    | 6  |
| Jonas Hector     | 2     | 4           | 654    | 8  |
| Joshua Kimmich   | 2     | 10          | 900    | 10 |
| Kevin Volland    | 1     | 1           | 28     | 2  |
| Amin Younes      | 1     | 1           | 110    | 2  |
| Shkodran Mustafi | 1     | -           | 147    | 3  |
| Sebastian Rudy   | 1     | -           | 152    | 3  |
| Antonio Rüdiger  | 1     | -           | 187    | 3  |
| Emre Can         | 1     | -           | 215    | 4  |
| Julian Brandt    | 1     | -           | 269    | 5  |
| Mesut Özil       | 1     | 4           | 434    | 6  |
| Toni Kroos       | 1     | 1           | 539    | 6  |
| Mats Hummels     | 1     | 1           | 728    | 8  |

## Preparación

### Amistosos previos

#### Inglaterra vs Alemania
| 10 de noviembre de 2017 | Inglaterra | 0:0     | Alemania | Estadio de Wembley, Londres                                  |                                                              |
|                         |            | Reporte |          | Asistencia: 81 382 espectadores Árbitro(s): Pawel Raczkowski | Asistencia: 81 382 espectadores Árbitro(s): Pawel Raczkowski |

| Uniformes | Uniformes |
| --------- | --------- |
|           |           |

#### Alemania vs Francia
| 14 de noviembre de 2017 | Alemania                    | 2:2 (0:1) | Francia             | RheinEnergieStadion, Colonia                             |                                                          |
|                         | - Werner 56' - Stindl 90+3' | Reporte   | - Lacazette 33' 71' | Asistencia: 36 948 espectadores Árbitro(s): Cüneyt Çakır | Asistencia: 36 948 espectadores Árbitro(s): Cüneyt Çakır |

| Uniformes | Uniformes |
| --------- | --------- |
|           |           |

#### Alemania vs España
| 23 de marzo de 2018 | Alemania   | 1:1 (1:1) | España     | ESPRIT arena, Düsseldorf                                  |                                                           |
|                     | Müller 35' |           | Rodrigo 6' | Asistencia: 50 653 espectadores Árbitro(s): Willie Collum | Asistencia: 50 653 espectadores Árbitro(s): Willie Collum |

| Uniformes | Uniformes |
| --------- | --------- |
|           |           |

#### Alemania vs Brasil
| 27 de marzo de 2018 | Alemania | 0:1 (0:1) | Brasil            | Estadio Olímpico, Berlín                                   |                                                            |
|                     |          | Reporte   | Gabriel Jesus 37' | Asistencia: 72 717 espectadores Árbitro(s): Jonas Eriksson | Asistencia: 72 717 espectadores Árbitro(s): Jonas Eriksson |

| Uniformes | Uniformes |
| --------- | --------- |
|           |           |

#### Austria vs Alemania
| 2 de junio de 2018 | Austria                      | 2:1 (0:1) | Alemania | Wörthersee Stadion, Klagenfurt                             |                                                            |
|                    | Hinteregger 53' · Schöpf 69' | Reporte   | Özil 11' | Asistencia: 27 351 espectadores Árbitro(s): Pavel Královec | Asistencia: 27 351 espectadores Árbitro(s): Pavel Královec |

| Uniformes | Uniformes |
| --------- | --------- |
|           |           |

#### Alemania vs Arabia Saudita
| 8 de junio de 2018 | Alemania                 | 2:1 (2:0) | Arabia Saudita | BayArena, Leverkusen            |                                 |
|                    | Werner 8' · Hawasawi 43' |           | Al Jassam 84'  | Asistencia: 28 400 espectadores | Asistencia: 28 400 espectadores |

| Uniformes | Uniformes |
| --------- | --------- |
|           |           |

## Participación

### Lista de convocados
La lista definitiva fue anunciada el 4 de junio.
Técnico:  Joachim Löw
| No. | Pos. | Jugador               | Fecha de nacimiento (edad)         | Apa. | Goles | Club                     |
| --- | ---- | --------------------- | ---------------------------------- | ---- | ----- | ------------------------ |
| 1   | POR  | Manuel Neuer          | 27 de marzo de 1986 (32 años)      | 76   | 0     | Bayern Múnich            |
| 2   | DEF  | Marvin Plattenhardt   | 26 de enero de 1992 (26 años)      | 6    | 0     | Hertha Berlín            |
| 3   | DEF  | Jonas Hector          | 27 de mayo de 1990 (28 años)       | 38   | 3     | 1. FC Colonia            |
| 4   | DEF  | Matthias Ginter       | 19 de enero de 1994 (24 años)      | 18   | 0     | Borussia Mönchengladbach |
| 5   | DEF  | Mats Hummels          | 16 de diciembre de 1988 (29 años)  | 64   | 5     | Bayern Múnich            |
| 6   | MED  | Sami Khedira          | 4 de abril de 1987 (31 años)       | 75   | 7     | Juventus                 |
| 7   | MED  | Julian Draxler        | 20 de septiembre de 1993 (24 años) | 44   | 6     | París Saint-Germain      |
| 8   | MED  | Toni Kroos            | 4 de enero de 1990 (28 años)       | 83   | 12    | Real Madrid              |
| 9   | DEL  | Timo Werner           | 6 de marzo de 1996 (22 años)       | 14   | 8     | RB Leipzig               |
| 10  | MED  | Mesut Özil            | 15 de octubre de 1988 (29 años)    | 90   | 23    | Arsenal                  |
| 11  | DEL  | Marco Reus            | 31 de mayo de 1989 (29 años)       | 31   | 9     | Borussia Dortmund        |
| 12  | POR  | Kevin Trapp           | 8 de julio de 1990 (27 años)       | 3    | 0     | París Saint-Germain      |
| 13  | MED  | Thomas Müller         | 13 de septiembre de 1989 (28 años) | 91   | 38    | Bayern Múnich            |
| 14  | MED  | Leon Goretzka         | 6 de febrero de 1995 (23 años)     | 15   | 6     | FC Schalke 04            |
| 15  | DEF  | Niklas Süle           | 3 de septiembre de 1995 (22 años)  | 11   | 0     | Bayern Múnich            |
| 16  | DEF  | Antonio Rüdiger       | 3 de marzo de 1993 (25 años)       | 24   | 1     | Chelsea                  |
| 17  | DEF  | Jérôme Boateng        | 3 de septiembre de 1988 (29 años)  | 71   | 1     | Bayern Múnich            |
| 18  | DEF  | Joshua Kimmich        | 8 de febrero de 1995 (23 años)     | 29   | 3     | Bayern Múnich            |
| 19  | MED  | Sebastian Rudy        | 28 de febrero de 1990 (28 años)    | 25   | 1     | Bayern Múnich            |
| 20  | MED  | Julian Brandt         | 2 de mayo de 1996 (22 años)        | 16   | 1     | Bayer 04 Leverkusen      |
| 21  | MED  | İlkay Gündoğan        | 24 de octubre de 1990 (27 años)    | 26   | 4     | Manchester City          |
| 22  | POR  | Marc-André ter Stegen | 30 de abril de 1992 (26 años)      | 20   | 0     | FC Barcelona             |
| 23  | DEL  | Mario Gómez           | 10 de julio de 1985 (32 años)      | 75   | 31    | VfB Stuttgart            |

### Primera fase
| Equipo        | Pts | PJ | PG | PE | PP | GF | GC | Dif |
| ------------- | --- | -- | -- | -- | -- | -- | -- | --- |
| Suecia        | 6   | 3  | 2  | 0  | 1  | 5  | 2  | 3   |
| México        | 6   | 3  | 2  | 0  | 1  | 3  | 4  | -1  |
| Corea del Sur | 3   | 3  | 1  | 0  | 2  | 3  | 3  | 0   |
| Alemania      | 3   | 3  | 1  | 0  | 2  | 2  | 4  | -2  |

#### Alemania vs. México
| 17 de junio de 2018, 18:00 (UTC+3) | Alemania | 0:1 (0:1) | México     | Estadio Olímpico Luzhnikí, Moscú                            |                                                             |
|                                    |          | Reporte   | Lozano 35' | Asistencia: 78 011 espectadores Árbitro(s): Alireza Faghani | Asistencia: 78 011 espectadores Árbitro(s): Alireza Faghani |

|  |  |

| GK          | 1  | Manuel Neuer        |     |     |
| RB          | 18 | Joshua Kimmich      |     |     |
| CB          | 17 | Jérôme Boateng      |     |     |
| CB          | 5  | Mats Hummels        | 84' |     |
| LB          | 2  | Marvin Plattenhardt |     | 79' |
| CM          | 8  | Toni Kroos          |     |     |
| CM          | 6  | Sami Khedira        |     | 60' |
| RW          | 13 | Thomas Müller       | 83' |     |
| AM          | 10 | Mesut Özil          |     |     |
| LW          | 7  | Julian Draxler      |     |     |
| CF          | 9  | Timo Werner         |     | 86' |
| Cambios:    |    |                     |     |     |
| FW          | 11 | Marco Reus          |     | 60' |
| FW          | 23 | Mario Gómez         |     | 79' |
| MF          | 20 | Julian Brandt       |     | 86' |
| Entrenador: |    |                     |     |     |
| Joachim Löw |    |                     |     |     |

| GK                 | 13 | Guillermo Ochoa  |     |     |
| RB                 | 3  | Carlos Salcedo   |     |     |
| CB                 | 2  | Hugo Ayala       |     |     |
| CB                 | 15 | Héctor Moreno    | 40' |     |
| LB                 | 23 | Jesús Gallardo   |     |     |
| CM                 | 16 | Héctor Herrera   | 90' |     |
| CM                 | 18 | Andrés Guardado  |     | 74' |
| RW                 | 7  | Miguel Layún     |     |     |
| AM                 | 11 | Carlos Vela      |     | 58' |
| LW                 | 22 | Hirving Lozano   |     | 66' |
| CF                 | 14 | Javier Hernández |     |     |
| Cambios:           |    |                  |     |     |
| DF                 | 21 | Edson Álvarez    |     | 58' |
| FW                 | 9  | Raúl Jiménez     |     | 66' |
| DF                 | 4  | Rafael Márquez   |     | 74' |
| Entrenador:        |    |                  |     |     |
| Juan Carlos Osorio |    |                  |     |     |

| Jugador del Partido: Hirving Lozano Árbitros asistentes: Reza Sokhandan Mohammadreza Mansouri Cuarto árbitro: Mohammed Abdulla Hassan Mohamed Quinto árbitro: Mohamed Al Hammadi Árbitro asistente de video: Massimiliano Irrati Árbitros asistentes del árbitro asistente de video: Wilton Sampaio Carlos Astroza Mark Geiger |

#### Alemania vs. Suecia
| 23 de junio de 2018, 21:00 (UTC+3) | Alemania               | 2:1 (0:1) | Suecia       | Estadio Fisht, Sochi                                         |                                                              |
|                                    | Reus 48' · Kroos 90+5' | Reporte   | Toivonen 32' | Asistencia: 44 287 espectadores Árbitro(s): Szymon Marciniak | Asistencia: 44 287 espectadores Árbitro(s): Szymon Marciniak |

|  |  |

| GK          | 1  | Manuel Neuer    |          |     |
| RB          | 18 | Joshua Kimmich  |          |     |
| CB          | 16 | Antonio Rüdiger |          |     |
| CB          | 17 | Jérôme Boateng  | 71', 82' |     |
| LB          | 3  | Jonas Hector    |          | 87' |
| CM          | 19 | Sebastian Rudy  |          | 31' |
| CM          | 8  | Toni Kroos      |          |     |
| RW          | 13 | Thomas Müller   |          |     |
| AM          | 7  | Julian Draxler  |          | 46' |
| LW          | 11 | Marco Reus      |          |     |
| CF          | 9  | Timo Werner     |          |     |
| Cambios:    |    |                 |          |     |
| MF          | 21 | İlkay Gündoğan  |          | 31' |
| FW          | 23 | Mario Gómez     |          | 46' |
| MF          | 20 | Julian Brandt   |          | 87' |
| Entrenador: |    |                 |          |     |
| Joachim Löw |    |                 |          |     |

| GK              | 1  | Robin Olsen         |       |     |
| RB              | 2  | Mikael Lustig       |       |     |
| CB              | 3  | Victor Lindelöf     |       |     |
| CB              | 4  | Andreas Granqvist   |       |     |
| LB              | 6  | Ludwig Augustinsson |       |     |
| RM              | 17 | Viktor Claesson     |       | 74' |
| CM              | 7  | Sebastian Larsson   | 90+7' |     |
| CM              | 8  | Albin Ekdal         | 52'   |     |
| LM              | 10 | Emil Forsberg       |       |     |
| CF              | 9  | Marcus Berg         |       | 90' |
| CF              | 20 | Ola Toivonen        |       | 78' |
| Cambios:        |    |                     |       |     |
| MF              | 21 | Jimmy Durmaz        |       | 74' |
| FW              | 11 | John Guidetti       |       | 78' |
| FW              | 22 | Isaac Kiese Thelin  |       | 90' |
| Entrenador:     |    |                     |       |     |
| Janne Andersson |    |                     |       |     |

| Jugador del Partido: Marco Reus Árbitros asistentes: Paweł Sokolnicki Tomasz Listkiewicz Cuarto árbitro: Ryuji Sato Quinto árbitro: Toru Sagara Árbitro asistente de video: Clément Turpin Árbitros asistentes del árbitro asistente de video: Paweł Gil Cyril Gringore Paolo Valeri |

#### Corea del Sur vs. Alemania
| 27 de junio de 2018                                                                                 | Corea del Sur         | 2:0 (0:0) | Alemania | Kazán Arena, Kazán                                      |                                                         |
| 17:00 MSK (UTC+3)                                                                                   | Kim 90+4' · Son 90+6' | Reporte   |          | Asistencia: 41 835 espectadores Árbitro(s): Mark Geiger | Asistencia: 41 835 espectadores Árbitro(s): Mark Geiger |
| Primera vez en la historia que Alemania queda eliminada en la fase de grupos en una Copa del Mundo. |                       |           |          |                                                         |                                                         |

|  |  |

| GK            | 23 | Cho Hyun-woo   |     |     |     |
| RB            | 2  | Lee Yong       |     |     |     |
| CB            | 5  | Yun Young-sun  |     |     |     |
| CB            | 19 | Kim Young-gwon |     |     |     |
| LB            | 14 | Hong Chul      |     |     |     |
| RM            | 17 | Lee Jae-sung   | 23' |     |     |
| CM            | 15 | Jung Woo-young | 9'  |     |     |
| CM            | 20 | Jang Hyun-soo  |     |     |     |
| LM            | 18 | Moon Seon-min  | 48' | 69' |     |
| CF            | 13 | Koo Ja-cheol   |     | 56' |     |
| CF            | 7  | Son Heung-min  | 65' |     |     |
| Cambios:      |    |                |     |     |     |
| FW            | 11 | Hwang Hee-chan |     | 56' | 79' |
| MF            | 8  | Ju Se-jong     |     | 69' |     |
| DF            | 22 | Go Yo-han      |     | 79' |     |
| Entrenador:   |    |                |     |     |     |
| Shin Tae-yong |    |                |     |     |     |

| GK          | 1  | Manuel Neuer   |  |     |
| RB          | 18 | Joshua Kimmich |  |     |
| CB          | 5  | Mats Hummels   |  |     |
| CB          | 15 | Niklas Süle    |  |     |
| LB          | 3  | Jonas Hector   |  | 78' |
| CM          | 6  | Sami Khedira   |  | 58' |
| CM          | 8  | Toni Kroos     |  |     |
| RW          | 14 | Leon Goretzka  |  | 63' |
| AM          | 10 | Mesut Özil     |  |     |
| LW          | 11 | Marco Reus     |  |     |
| CF          | 9  | Timo Werner    |  |     |
| Cambios:    |    |                |  |     |
| FW          | 23 | Mario Gómez    |  | 58' |
| FW          | 13 | Thomas Müller  |  | 63' |
| MF          | 20 | Julian Brandt  |  | 78' |
| Entrenador: |    |                |  |     |
| Joachim Löw |    |                |  |     |

| Jugador del Partido: Cho Hyun-woo Árbitros asistentes: Joe Fletcher Frank Anderson Cuarto árbitro: Julio Bascuñán Quinto árbitro: Christian Schiemann Árbitro asistente de video: Danny Makkelie Árbitros asistentes del árbitro asistente de video: Tiago Martins Corey Rockwell Artur Soares Dias |

## Estadísticas
| #  | Pos        | Jugador               | PJ | Minutos Jugados | Goles recibidos | Atajos | Tarjetas Amarillas | Doble Tarjeta Amarilla y Roja | Tarjetas Rojas |
| -- | ---------- | --------------------- | -- | --------------- | --------------- | ------ | ------------------ | ----------------------------- | -------------- |
| 1  | Guardameta | Manuel Neuer          | 3  | 270             | -4              | -      | 0                  | 0                             | 0              |
| 12 | Guardameta | Kevin Trapp           | -  | -               | -               | -      | -                  | -                             | -              |
| 22 | Guardameta | Marc-André ter Stegen | -  | -               | -               | -      | -                  | -                             | -              |

| #  | Pos            | Jugador             | PJ | Minutos Jugados | Goles | Asistencias | Tarjetas Amarillas | Doble Tarjeta Amarilla y Roja | Tarjetas Rojas |
| -- | -------------- | ------------------- | -- | --------------- | ----- | ----------- | ------------------ | ----------------------------- | -------------- |
| 2  | Defensa        | Marvin Plattenhardt | 1  | 79              | 0     | 0           | 0                  | 0                             | 0              |
| 3  | Defensa        | Jonas Hector        | 2  | 165             | 0     | 0           | 0                  | 0                             | 0              |
| 4  | Defensa        | Matthias Ginter     | -  | -               | -     | -           | -                  | -                             | -              |
| 5  | Defensa        | Mats Hummels        | 2  | 180             | 0     | 0           | 1                  | 0                             | 0              |
| 6  | Centrocampista | Sami Khedira        | 2  | 118             | 0     | 0           | 0                  | 0                             | 0              |
| 7  | Centrocampista | Julian Draxler      | 2  | 135             | 0     | 0           | 0                  | 0                             | 0              |
| 8  | Centrocampista | Toni Kroos          | 3  | 270             | 1     | 0           | 0                  | 0                             | 0              |
| 9  | Delantero      | Timo Werner         | 3  | 266             | 0     | 1           | 0                  | 0                             | 0              |
| 10 | Centrocampista | Mesut Özil          | 2  | 180             | 0     | 0           | 0                  | 0                             | 0              |
| 11 | Centrocampista | Marco Reus          | 3  | 210             | 1     | 1           | 0                  | 0                             | 0              |
| 13 | Delantero      | Thomas Müller       | 3  | 207             | 0     | 0           | 1                  | 0                             | 0              |
| 14 | Centrocampista | Leon Goretzka       | 1  | 63              | 0     | 0           | 0                  | 0                             | 0              |
| 15 | Defensa        | Niklas Süle         | 1  | 90              | 0     | 0           | 0                  | 0                             | 0              |
| 16 | Defensa        | Antonio Rüdiger     | 1  | 90              | 0     | 0           | 0                  | 0                             | 0              |
| 17 | Defensa        | Jérôme Boateng      | 2  | 172             | 0     | 0           | 1                  | 1                             | 0              |
| 18 | Defensa        | Joshua Kimmich      | 3  | 270             | 0     | 0           | 0                  | 0                             | 0              |
| 19 | Centrocampista | Sebastian Rudy      | 1  | 31              | 0     | 0           | 0                  | 0                             | 0              |
| 20 | Centrocampista | Julian Brandt       | 3  | 19              | 0     | 0           | 0                  | 0                             | 0              |
| 21 | Centrocampista | Ilkay Gündogan      | 1  | 59              | 0     | 0           | 0                  | 0                             | 0              |
| 23 | Delantero      | Mario Gómez         | 3  | 88              | 0     | 0           | 0                  | 0                             | 0              |